# Gerhard Tusek
Gerhard Tusek (* 8. Juni 1949 in Wiener Neustadt) ist ein ehemaliger österreichischer Politiker (ÖVP) und Gymnasiallehrer. Er war zwischen 1991 und 1997 sowie zwischen 2001 und 2003 Mitglied des Österreichischen Bundesrates und von 1997 bis 2001 Abgeordneter zum Oberösterreichischen Landtag.

## Ausbildung und Beruf
Tusek besuchte zwischen 1955 und 1959 die Volksschule Berndorf und wechselte danach 1959 an das Bundesrealgymnasium in Berndorf. Er schloss seine Schulbildung 1967 mit der Matura ab und leistete zwischen 1967 und 1968 seinen Präsenzdienst ab, wobei er als Milizoffizier im Range eines Oberstleutnants abrüstete. Er studierte ab 1968 Lehramt für Biologie und Umweltkunde sowie Chemie an der Universität Wien und beendete sein Studium 1973 mit dem akademischen Grad Mag. rer. nat. 1973 begann er seine berufliche Laufbahn als AHS-Lehrer am Bundesrealgymnasium in Rohrbach in Oberösterreich, wobei ihm 1978 der Berufstitel Professor verliehen wurde. Im Jahr 2000 wurde er zum Oberstudienrat ernannt. Seit 1. Juli 2012 ist er im Ruhestand.

## Politik
Tusek war lokalpolitisch zwischen 1979 und 1997 als Mitglied des Gemeinderates der Stadtgemeinde Rohrbach in Oberösterreich aktiv. Daneben war er vom 12. April 1991 bis zum 29. Oktober 1991 Mitglied des Bundesrates, dem er erneut zwischen dem 30. Oktober 1991 und dem 30. Oktober 1997 angehörte. Tusek wechselte danach als Landtagsabgeordneter in den Oberösterreichischen Landtag, dem er vom 31. Oktober 1997 bis zum 7. November 2001 angehörte. Er war zudem vom 1. Juli 1997 bis zum 2. November 1997 Ordner des Bundesrates und von 1988 bis 1998 als Bezirksparteiobmann-Stellvertreter der ÖVP Rohrbach in Oberösterreich aktiv. Daneben wirkte er ab als Bezirksobmann des Österreichischen Arbeiter- und Angestelltenbundes (ÖAAB) Rohrbach in Oberösterreich und war 1995 Mitglied der österreichischen Delegation bei der Interparlamentarische Union. Zudem war er von 1995 bis 1997 Mitglied der österreichischen Delegation bei der Zentraleuropäische Initiative, von 1994 bis 1996 Beobachter bei der Parlamentarischen Versammlung der WEU sowie zwischen 2002 und 2003 Mitglied des EU-Konvents.

## Auszeichnungen
- Goldenes Ehrenzeichen des Landes Oberösterreich
- Goldenes Ehrenzeichen für Verdienste um die Republik Österreich
- Wehrdienstmedaille in Bronze
- Wehrdienstmedaille in Silber
- Wehrdienstmedaille in Gold
- Wehrdienstzeichen 1., 2. und 3. Klasse